# Barrio Nuevo (Santa Cruz de Tenerife)
Barrio Nuevo es un barrio de la ciudad de Santa Cruz de Tenerife (Canarias, España), situado sobre un escarpe basáltico de una de las laderas del Macizo de Anaga. Se encuadra administrativamente dentro del distrito de Centro-Ifara.
Destaca por ser uno de los barrios capitalinos construidos en zonas de fuerte pendiente.
Se llega al barrio a través de la Carretera de Los Campitos.

## Características
Barrio Nuevo queda delimitado de la siguiente manera: desde el vértice sur situado en la confluencia de las calles de Domingo J. Manrique y del Obispo Pérez Cáceres, que lo separan del barrio de Uruguay, sigue el límite hacia el oeste por el Puente de Javier de Loño Pérez, tomando el cauce del barranco de Santos hacia el norte hasta la Hoya Honda, separándose del barrio de La Salud. Asciende el límite por el cauce del barranquillo de la Hoya Honda hasta su nacimiento, siguiendo luego en línea recta por la ladera en dirección este hasta el barranquillo del Aceite o Aseite a su paso por la carretera general de Los Campitos, quedando separado del barrio homónimo. El límite de Barrio Nuevo se sitúa entonces en la calzada de esta carretera hacia el suroeste hasta la curva frente a la vivienda número 55, donde el límite desciende en línea recta por el lomo hasta retomar la carretera de Los Campitos, que sigue hasta entroncar de nuevo con la calle de Domingo J. Manrique, quedando separado del barrio de Las Acacias.
El barrio tiene una superficie de 0,28 km² y se encuentra situado a 4 kilómetros del centro de la capital municipal y a una altitud media de 170 m s. n. m.
Barrio Nuevo posee varias plazas públicas, un parque infantil, una farmacia y otros pequeños comercios. Aquí se encuentran también el Hospital Febles Campos y uno de los depósitos de agua de la ciudad.
El barrio puede dividirse a su vez en los núcleos diferenciados de Barrio Nuevo, La Llavita y Cueva Roja.

## Historia
Barrio Nuevo comienza a surgir hacia 1930 tras la parcelación de la conocida como Finca de El Gato. El barrio se desarrolla entonces como asentamiento marginal ligado a la autoconstrucción de viviendas.
El barrio fue uno de los más afectados durante los fenómenos meteorológicos adversos que ha sufrido Santa Cruz durante el siglo xxi, tales como la riada del 31 de marzo de 2002, la tormenta tropical Delta en 2005 o las intensas lluvias de febrero de 2010.

## Demografía
| Año        | 2005  | 2006  | 2007  | 2008  | 2009  | 2010  | 2016  |
| ---------- | ----- | ----- | ----- | ----- | ----- | ----- | ----- |
| Habitantes | 1 728 | 1 600 | 1 536 | 1 557 | 1 540 | 1 509 | 1 352 |

## Transporte público
En autobús queda conectado mediante la siguiente línea de Titsa: 
| Línea | Trayecto                                        | Recorrido |
| ----- | ----------------------------------------------- | --------- |
| 902   | Intercambiador - Plaza Los Patos - Barrio Nuevo | Recorrido |

## Fiestas
Barrio Nuevo celebra sus fiestas patronales en honor a la Virgen de Fátima en el mes de junio.

## Galería

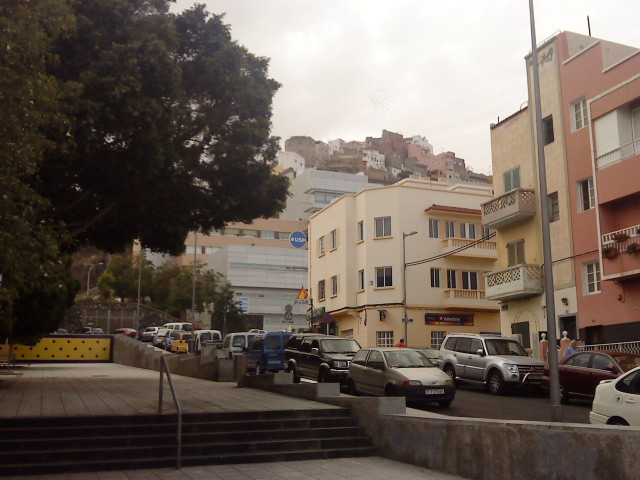
Vista de la calle Prosperidad desde la plaza del barrio de Uruguay, justo en el límite con el barrio de Salamanca. Arriba, en la montaña, Barrio Nuevo.
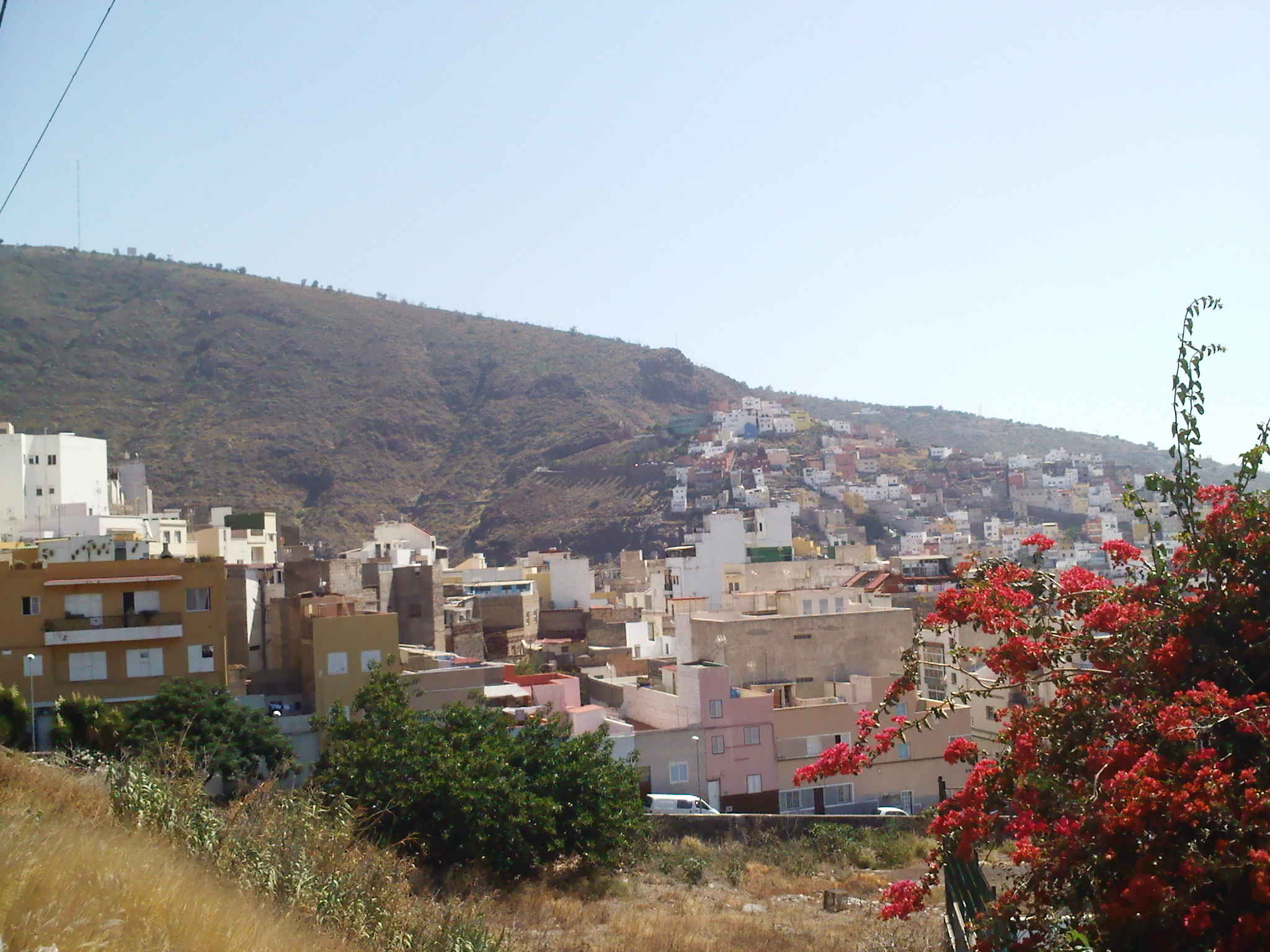
Al fondo de la imagen, Barrio Nuevo encaramado en la montaña. En primer término, La Salud Bajo visto desde la zona de Villa Ascensión.